# مدل امسال
مدل امسال (انگلیسی: This Year's Model) دومین آلبوم استودیویی الویس کاستلو، خواننده-ترانه‌سرای انگلیسی، است که در ۱۷ مارس ۱۹۷۸ توسط رادار رکوردز منتشر شد. پس از آنکه گروه کلووِر در آلبوم اول او، هدفم صادقانه است (۱۹۷۷)، حضور داشت، کاستلو گروه دی اتراکشنز را با حضور استیو نیو (کیبورد)، بروس توماس (بیس) و پیت توماس (درامر) به‌عنوان گروه پشتیبان دائمی خود تشکیل داد. ضبط آلبوم در استودیوهای ادن لندن طی یازده روز بین اواخر ۱۹۷۷ و اوایل ۱۹۷۸ انجام شد. نیک لو به‌عنوان تهیه‌کننده و راجر بشیرین به‌عنوان مهندس صدا در این پروژه حضور داشتند. بیشتر ترانه‌ها پیش از جلسات ضبط نوشته شده و در نیمه دوم سال ۱۹۷۷ در اجراهای زنده معرفی شده بودند.
این آلبوم با بهره‌گیری از سبک‌های موج نو، پاور پاپ و پانک راک، از گروه‌هایی مانند رولینگ استونز و بیتلز الهام گرفته است. ترانه‌ها موضوعاتی چون فناوری‌های کنترل جمعی و روابط شکست‌خورده را کاوش می‌کنند، اما برخی منتقدان دیدگاه‌های موجود در ترانه‌ها را زن‌ستیزانه توصیف کردند. طرح جلد آلبوم، که توسط بارنی بابلز، هنرمند گرافیست انگلیسی، طراحی شده، کاستلو را پشت دوربین روی سه‌پایه نشان می‌دهد و بر نقش او به‌عنوان ناظر تأکید دارد، که با مضمون برخی ترانه‌ها همخوانی دارد.
تک‌آهنگ‌های همراه آلبوم، «(نمی‌خوام برم به) چلسی» و «به هیجان بیاورش»، از نظر تجاری موفق بودند و آلبوم در جدول آلبوم‌های بریتانیا به رتبه چهارم رسید. نسخه آمریکایی آلبوم در مه ۱۹۷۸ توسط کلمبیا رکوردز منتشر شد و با جایگزینی ترانه‌ها «(نمی‌خوام برم به) چلسی» و «تجمع شبانه» با «رادیو رادیو»، در جدول بیلبورد ۲۰۰ به رتبه ۳۰ رسید. مدل امسال با تحسین منتقدان مواجه شد و ترانه‌سرایی قوی و اجراها را ستودند. این آلبوم در فهرست‌های پایان سال بهترین آلبوم‌ها در بریتانیا و آمریکا جای گرفت.
در دهه‌های بعد، مدل امسال به‌عنوان یکی از بهترین آثار کاستلو شناخته شد و برخی منتقدان بر تأثیر آن بر سبک‌های پانک و موج نو تأکید کردند. این آلبوم در فهرست‌های متعددی از بهترین آلبوم‌های تاریخ قرار گرفته و چندین بار با قطعات اضافی بازنشر شده است. در سال ۲۰۲۱، کاستلو پروژه‌ای به نام مدل اسپانیایی را رهبری کرد که در آن ترانه‌های مدل امسال توسط هنرمندان لاتین به زبان اسپانیایی اجرا و روی موسیقی اصلی دی اتراکشنز ضبط شد. این نسخه نقدهای مثبتی دریافت کرد و در چندین جدول بیلبورد جای گرفت.